# J・B・ハリス
ジェームズ・バーナード・ハリス（James Bernard Harris、日本名:平柳 秀夫（ひらやなぎ ひでお）、1916年 - 2004年8月16日）は、日本の英語教育者、旺文社元役員。
作家・ラジオパーソナリティのロバート・ハリスは息子。

## プロフィール
兵庫県出身で、新聞特派員だったウェールズ系イギリス人の父と、日本人の母との間に生まれた。7歳時に横浜で関東大震災に遭い、父の転勤にしたがってハリウッドで少年時代を送るが、その後は横浜へ戻りセント・ジョセフ・インターナショナル・カレッジに進学する。
まもなく父が早世したため、母方の日本国籍を選択する。大学進学はかなわず。1933年より『ジャパン・アドバタイザー』（ジャパンタイムズの前身の1つ）の給仕として苦労した後に記者へ昇進したが、1941年12月の第二次世界大戦の日英間の開戦に伴い、日本での敵国人の抑留政策の一環として、日本人であるにもかかわらず外国人収容所に一時拘束され、釈放後は日本人として徴兵されて転戦した。これらの半生は、自伝『ぼくは日本兵だった』に綴られている。
ハリスによれば、当時はハリスと同様、日本人とヨーロッパ人の混血の兵士が何人かおり、彼らと友誼を交わしたという。また、当時は日本語の会話は問題なかったが、読み書きはほぼ出来ず、日記などは英語で書いていたという。
戦後は旺文社で教材開発や経営にも携わる一方、『大学受験ラジオ講座』（文化放送・ラジオたんぱ、1952年-1995年）、『百万人の英語』（日本教育テレビ・文化放送、1958年-1992年）の講師を永年務め、全国の受験生を指導して遠隔教育の発展にも尽力した。
2004年8月16日、肺気腫のために死去。87歳没。

## 著書
- ぼくは日本兵だった （訳：後藤新樹、1986年、旺文社、ISBN 4-01-071051-9）
- 日米会話必携 （共著：J・A・サージェント、須藤兼吉、1961年、旺文社）
- 英語演説の仕方 （共著：J・A・サージェント、小川芳男、1956年、旺文社）
- 日米会話必携 （共著：J・A・サージェント、須藤兼吉、1955年、旺文社）

## 翻訳
- Japanese Tales of Mystery & Imagination（1956年刊　チャールズ・イー・タトル出版 ISBN 978-4-8053-0940-7)
  - 江戸川乱歩の最初の英訳単行本（短編集）の翻訳を担当した。
- 高木彬光訳 「死の部屋のブルース」、「蝋人形」、短編作品
  - 『帽子蒐集狂事件　高木彬光翻訳セレクション』論創社、2020年 に収録